# Catalão
Catalão (phát âm tiếng Bồ Đào Nha: [kɐtɐˈlɐ̃w]) là thành phố và là thành phố tự trị nằm ở miền nam tiểu bang Goiás, Brasil. Đây là một thành phố sản xuất  ngũ cốc, gia súc và phốt phát lớn và có một nhà máy John Deere và Mitsubishi.

## Nhân khẩu
- Mật độ dân số: 17,85 người / km 2 (2003)
- Tỷ lệ tăng dân số 1991/2000: 1,86.%
- Dân số (năm 1980): 39.172
- Dân số thành thị (năm 2003): 60.830 người
- Dân số nông thôn (năm 2003): 6.616 người

## Vị trí và Giao thông
Catalão là thủ phủ của Tiểu vùng Catalão bao gồm 11 thành phố với tổng dân số là 114.686 người trên diện tích 15.238,60 km 2 .
Nằm trong một vùng đất màu mỡ giàu phốt phát, với kết nối đường sắt và đường cao tốc tuyệt vời, tại đây còn có 1 số con sông. Đô thị này đã có tốc độ phát triển nhanh chóng trong những năm gần đây và là nơi nộp thuế nhà nước lớn thứ ba.
Thành phố nằm cách biên giới với bang Minas Gerais một khoảng cách ngắn về phía bắc, nơi có một con đập lớn trên sông Paranaíba, Barragem de Emborcação, ngăn cách hai bang. Nó được kết nối bằng đường cao tốc trải nhựa với Goiânia (253 km.), Brasília (330 km.) Và Uberlândia (114), trong Tam giác Mineiro trù phú.
Các kết nối đường cao tốc với Goiânia bằng BR-352 / Bela Vista de Goiás / Cristianópolis / GO-020 / BR-352 / Pires do Rio / GO-330 / Ipameri .
Ranh giới thành phố bao gồm:
- Phía bắc giáp Campo Alegre de Goiás
- Phía nam giáp Davinópolis, Ouvidor, Três Ranchos và Cumari
- Phía đông giáp Minas Gerais
- Phía tây giáp Goiandira và Ipameri

Catalão được kết nối với hệ thống đường sắt Đông Tây và hệ thống Bắc Nam trong tương lai, bắt đầu từ Anápolis. Nó cũng có một sân bay với một đường băng cho máy bay cỡ vừa và nhỏ, dài 1.400 mét, được lát đá và thắp sáng vào ban đêm.

## Lịch sử và Lễ hội Congadas
Catalão bắt đầu bị chiếm đóng vào khoảng năm 1722 hoặc 1723 khi một trong những người của Bandeirantes, Bartolomeu Bueno da Silva trồng cây để cung cấp cho mình.
Việc định cư bắt đầu vào khoảng năm 1728, với việc xây dựng một số túp lều để hỗ trợ quân đội đang thâm nhập khu vực này. Gần Catalão, một trong những tuyên úy của lực lượng, Frei Antônio, một người gốc Catalonia và được gọi là "o Catalão" đã quyết định bắt đầu một điểm dừng chân gần một con suối nhỏ.
Đến năm 1828, khu định cư có năm ngôi nhà mái ngói và hai mươi túp lều phủ cỏ.
Năm 1859, Catalão trở thành một thành phố hợp pháp. Ngày nay, đô thị này có diện tích 3.789 km 2, tương ứng với 1,1% lãnh thổ bang
Câu chuyện về lễ hội nổi tiếng của Catalão bắt đầu vào năm 1820, khi những người nô lệ bán tự do đến Vila của Catalão để làm việc trong các đồn điền cà phê. Những người nô lệ mang theo những phong tục của họ, một trong số đó là việc sùng bái Đức Mẹ Mân Côi. Lễ tưởng niệm của cô bao gồm sự kết hợp của nghi thức Afro và Công giáo. Giờ đây, những điệu nhảy này, với ảnh hưởng mạnh mẽ từ Congo và Mozambique, được tổ chức tại Catalão trong lễ hội lớn nhất của Congadas ở Brazil.
Lễ hội diễn ra vào thứ sáu cuối cùng của tháng 9 và kéo dài đến chủ nhật thứ hai của tháng 10, khi các vũ công xuống đường trong trang phục sặc sỡ, lấp đầy đường phố với những bài hát của họ, để tạ ơn những người bảo trợ cho những phước lành được ban cho.